# جون هاريس (لاعب كريكت)
جون هاريس (21 نوفمبر 1825 في المملكة المتحدة - 24 يوليو 1886 في نيوزيلندا) (بالإنجليزية: John Harris)‏ هو لاعب كريكت نيوزلندي.

## وصلات خارجية
- جون هاريس على موقع إي آس بي آن كريك إنفو (الإنجليزية)